# هیئت دولت هیتلر
این لیستی از اعضای هیئت دولت آدولف هیتلر، صدراعظم و پیشوای آلمان از ژانویه ۱۹۳۳ تا آوریل ۱۹۴۵ می‌باشد.
ژانویه ۱۹۳۳

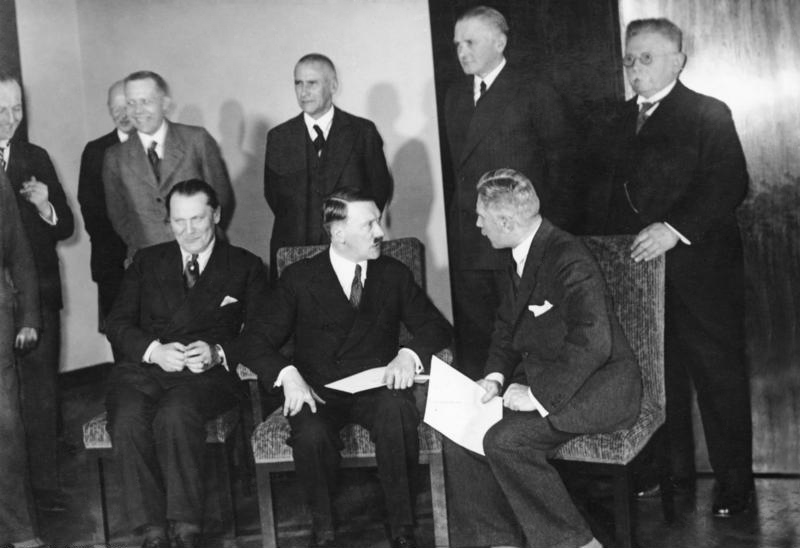
هیئت دولت تازه تشکیل شده هیتلر در سال ۱۹۳۳

- آدولف هیتلر (حزب ناسیونال سوسیالیست) - صدر اعظم
- فرانتس فن پاپن - جانشین صدر اعظم
- کنستانتین فن نویرات - وزیر امور خارجه
- ویلهلم فریک (حزب ناسیونال سوسیالیست) - وزیر کشور
- لوتس گراف شورین فن کروسیک - وزیر دارایی
- آلفرد هوگنبرگ (حزب ناسیونال سوسیالیست) - وزیر اقتصاد و وزیر کشاورزی
- فرانتس زلته - وزیر کار
- فرانتس گورتنر (حزب ناسیونال سوسیالیست) - وزیر دادگستری
- ورنر فن بلومبرگ - وزیر دفاع
- پاول فن التس-روبناخ - وزیر پست و وزیر ترابری
- هرمان گورینگ (حزب ناسیونال سوسیالیست) - وزیر فاقد مقام

## دگرگونی
- مارس ۱۹۳۳: یوزف گوبلس به عنوان وزیر تبلیغات وارد هیئت دولت شد.
- آوریل ۱۹۳۳: هرمان گورینگ وزیر نیروی هوایی شد.
- ژوئن ۱۹۳۳: کورت اشمیت وزیر اقتصاد و والتر داره وزیر کشاورزی شدند.
- دسامبر ۱۹۳۳: ارنست روم و رودلف هس به عنوان وزیران فاقد وزارتخانه وارد هیئت دولت شدند.
- می ۱۹۳۴: برنهارد روست به عنوان وزیر دانش و آموزش وارد هیئت دولت شد.
- ژوئن ۱۹۳۴: هانس کرل به عنوان وزیر فاقد مقام وارد هیئت دولت شد.
- ژوئیه ۱۹۳۴: هرمان گورینگ مقامی دیگر را به عنوان وزیر جنگل‌داری، به دست آورد.
- اوت ۱۹۳۴: فرانتس فن پاپن از مقام جانشین صدر اعظم استعفا داد. کسی جانشین او نشد. یالمار شاخت وزیر اقتصاد شد.
- مارس ۱۹۳۵: هرمان گورینگ مقام فرمانده کل نیروی دریایی و هوایی را نیز به دست آورد.
- می ۱۹۳۵: سِمَت وزیر دفاع به سِمَت وزیر جنگ تغییر کرد. ورنر فن بلومبرگ در این مقام ابقا شد.
- ژوئیه ۱۹۳۵: هانس کرل مقام وزیر امور کلیسا را به دست آورد.
- آوریل ۱۹۳۶: ورنر فن فریچ به عنوان فرمانده کل نیروی زمینی و اریش ردر به عنوان فرمانده کل نیروی دریایی وارد هیئت دولت شدند.
- فوریه ۱۹۳۷: ویلهلم اونه‌زورگه به عنوان وزیر پست و یولیوس دورپمولر به عنوان وزیر ترابری منصوب شدند.
- نوامبر ۱۹۳۷: هرمان گورینگ وزیر اقتصاد و یالمار شاخت وزیر فاقد وزارتخانه شد.
- دسامبر ۱۹۳۷: اتو مایسنر به عنوان رئیس ایالت‌ها وارد هیئت دولت شد.
- ژانویه ۱۹۳۸: یواخیم فن ریبنتروپ به عنوان وزیر امور خارجی و کنستانتین فن نویرات وزیر فاقد وزارتخانه شدند. ورنر فن بلومبرگ از سِمَت وزیر جنگ استعفا داد. این جایگاه ویلهلم کایتل، رئیس فرماندهی عالی ورماخت واگذار شد. والتر فن براوخیچ فرمانده کل نیروی زمینی شد.
- می ۱۹۳۹: آرتور زایس-اینکوارت به عنوان وزیر فاقد وزارتخانه وارد هیئت دولت شد.
- مارس ۱۹۴۰: فریتس تت وزیر جنگ‌افزار و مهمات شد.
- ژانویه ۱۹۴۱: فرانتس اشلگلبرگر وزیر دادگستری شد.
- می ۱۹۴۱: رودلف هس از هیئت دولت معلق شد.
- دسامبر ۱۹۴۱: هانس کرل، وزیر امور کلیسا در گذشت.در ابتدا کسی جانشین او نشد. هیتلر شخصا مقام فرمانده کل نیروی زمینی را در دست گرفت.
- فوریه ۱۹۴۲: آلبرت اشپر وزیر جنگ‌افزار و مهمات شد.
- می ۱۹۴۲: هربرت باکه وزیر کشاورزی شد.
- اوت ۱۹۴۲: اتو گئورگ تیراک وزیر دادگستری شد.
- ژانویه ۱۹۴۳: کارل دونیتس فرمانده کل نیروی دریایی شد.
- اوت ۱۹۴۳: هاینریش هیملر وزیر کشور شد.
- ژوئیه ۱۹۴۴: هیالمار شاخت از هیئت دولت خارج شد.